# Colonia Victoria
Colonia Victoria é um município argentino da província de Misiones, situado dentro do departamento de Eldorado.
Se situa em uma latitude de 26° 19' sul e em uma longitude de 54° 39' oeste.
O município conta com uma população de 2.678 habitantes, segundo o censo do ano 2001 (INDEC).